# 23e division d'infanterie (Pologne)
Pour les articles homonymes, voir 23e division.
La  23e Division d'Infanterie de Haute Silésie est une des divisions d'infanterie de l'armée polonaise durant la Seconde Guerre mondiale.

## Création et différentes dénominations
Elle est créée en 1921, son état major stationne en Haute-Silésie à Tarnowskie Góry. Les régiments la composant sont aussi situé en Haute Silésie

## Composition
- 73e régiment d'infanterie à Katowice
- 11e régiment d'infanterie à Tarnowskie Góry
- 75e régiment d'infanterie à Chorzów, Rybnik et Wielkie Hajduki
- 23e régiment d'artillerie légère à Żory et Będzin

## Théâtres d'opérations
Elle participe à la défense de la Pologne lors de l'invasion allemande de septembre 1939. Du 1er ou 2 septembre, elle défend la zone fortifée de Silésie puis de renforcé la 55e division d'infanterie autour de Wyry et de Kobiór. Après plusieurs escarmouches avec la 28th division d'infanterie allemande, les polonais se replient derrière la rivière Nida. Puis du 4 au 20 septembre, la division se replie vers l'est. Le 19, elle rejoint les unités attaquant Tomaszów Lubelski. La 23e division d'infanterie polonaise combat jusqu'à la capitulation de l'armée Kraków, le 20 septembre.